# Автотрест
Автотрест — советская промышленная организация второй половины 1920-х годов, Государственный трест автомобильных заводов ВСНХ.

## История
Организован 14 января 1925 года на базе Центрального управления государственных автозаводов (ЦУГАЗ) с целью налаживания производства и сбыта грузовых и легковых автомобилей, автодрезин, обеспечения их запасными частями и эксплуатационными материалами, а также общего развития автомобильной промышленности страны. Председатель правления — М. Л. Сорокин, уставный капитал — 14 361 663 руб.
Изначально объединял под своим началом пять заводов — Авторемонтный завод в Ярославле (будущий ЯАЗ) и московские АМО, 4-й Государственный автомобильный завод («Спартак»), Государственный завод автопринадлежностей №5 и Бронетанковый завод № 2 (БТАЗ-2) — с общим числом рабочих 3427 человека и общей стоимостью продукции 3 241 286 руб. Выпускал грузовые автомобили марок АМО-Ф-15 и Я-3 (ЯАЗ), легковые НАМИ-1 (ГАЗ № 4 / «Спартак»).
На годы существования Автотреста пришлась огромная подготовительная работа, позволившая преобразовать советскую автомобильную промышленность, до 1925 года занимавшуюся преимущественно капитальным ремонтом и снабжением запчастями автомобилей иностранного производства, в полноценную отрасль народного хозяйства. На этой базе в начале 1930-х годов был развёрнут массовый выпуск легковых и грузовых автомобилей.
В 1929 году Автотрест был преобразован в Государственное всесоюзное объединение автотракторной промышленности (ВАТО) в составе ВСНХ.